# Prepona pseudomeander
Prepona pseudomeander är en fjärilsart som beskrevs av Hans Fruhstorfer 1906. Prepona pseudomeander ingår i släktet Prepona och familjen praktfjärilar. Inga underarter finns listade i Catalogue of Life.